# Mazzilli
Mazzili is een historisch motorfietsmerk.
Dit was een Italiaanse fabrikant van terreinmotoren tussen 49- en 248 cc. Giorgio Mazzili construeerde in 1970 het terreinmodel RSC 125. Deze had een zelf ontwikkelde Sachs-tweetaktmotor met vijf versnellingen. Er werd een kleine serie van gebouwd. De productie liep in elk geval nog in 1976, toen het enduromodel LHS 125 nog werd gemaakt.